# Людкевич Станіслав Пилипович
Станісла́в Пили́пович Людке́вич (24 січня 1879, Ярослав, тепер Польща — 10 вересня 1979, Львів) — український композитор, музикознавець, фольклорист, педагог, доктор музикознавства (1908), дійсний член Наукового товариства імені Шевченка. Народний артист СРСР (1969), Герой Соціалістичної Праці (1979).

## Життєпис
Народився 24 січня 1879 у Долішньо-Лежайському передмісті, у містечку Ярослав (Польща), був четвертою дитиною в родині (троє братів — Максиміліан, Альфред та Адольф — померли).
Музичну обдарованість проявив ще у 4 роки. Першим викладачем музики стала мати Гонората, яка вчилася гри на фортепіано у о. Михайла Вербицького, з яким її батько о. Олексій Гіжовський разом навчався в перемиській гімназії, співав у церковному хорі, заснованому перемиським єпископом Іваном Снігурським, та спільно навчалися у Львівській духовній семінарії.
У 1897 р. закінчив вищу гімназію в Ярославі. У гімназійні роки вивчав теорію музики, сольфеджіо, розпочав співати та спробував себе як композитор і керівник хору. Грав на фортепіано Гайдна і Моцарта. У цей час він створив близько 30 музичних творів.
Навчався у Львівському університеті на відділі української та класичної філології філософського факультету (1898—1901), де основним напрямком його студій була українська філологія, а додатковими — філософія, класична філологія. Паралельно був вільним слухачем у консерваторії Галицького музичного товариства (1897—1899). Теорію композиції вивчав самостійно у своєї матері-піаністки, а також у Мечислава Солтиса (Львів), Олександра фон Цемлінського та Г. Греденера (Відень).
1901 року здобув диплом викладача української та латинської мов та два роки працював учителем у гімназіях Львова та Перемишля. Зокрема, одним з його учнів у Львівській гімназії був Іван Крип'якевич. Редагував журнал «Артистичний вісник» (1905—1907). У 1906 році у Перемишлі Станіслав Людкевич познайомився з актором та театральним режисером Миколою Садовським (1856—1933) та Гнатом Хоткевичем (1877—1938). У 1907—1908 — навчався на музикознавчому факультеті Музично-історичного інституту Віденського університету (Австрія), отримав ступінь доктора філософії в галузі музики.
Один із організаторів Вищого музичного інституту імені Миколи Лисенка у Львові, де спочатку служив інспектором, а в 1910—1915 роках — його директором та викладачем, від 1919 року — викладач теоретичних дисциплін та інспектор філій (серед відомих учнів — Галина Голинська). Від 1936 — інспектор його філій. У вересні 1919 року повернувся до Львова. Він організував перший український симфонічний оркестр при Музичному товаристві імені Лисенка.
У Львові виник Інститут церковної музики, де Станіслав Людкевич викладав. Співпрацював із міським хоровим товариством «Боян», «Бандурист», «Сурма».
У 1930—1933 роках редагував музичну частину «Книги знання» — тритомної Української загальної енциклопедії, уклав Малу музичну енциклопедію як додаток до часопису «Боян». 1934 року Станіслава обрано очільником музикологічної секції Союзу українських професійних музик.
З 1936 року — голова музикологічної комісії Наукового товариства імені Шевченка.
Від 1939 року — професор, завідувач кафедри теорії та композиції Львівської консерваторії. Одночасно у 1939—1951  (з перервою у 1941—1944 рр.) — старший науковий співробітник Львівської філії Інституту фольклору АН УРСР. У 1941—1944 роках — викладач теоретичних дисциплін у Будинку народної творчості.
Виступав за збереження українських традицій, шанобливе ставлення до видатних діячів українського народу. 1919 року організував концерт ушанування пам'яті померлих композиторів. 1948 року категорично відмовився осудити композитора Василя Барвінського, 1963 року підписав лист до голови Президії ВР СРСР Леоніда Брежнєва про звільнення і реабілітацію митця.
Помер у Львові, похований на Личаківському цвинтарі, поле № 3. 1989 року на могилі встановлено пам'ятник створений скульпторами Миколою Посікірою, Ярославом Скакуном та Любомиром Яремчуком.

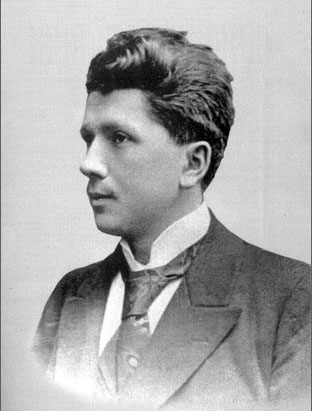
Станіслав Людкевич (1900)
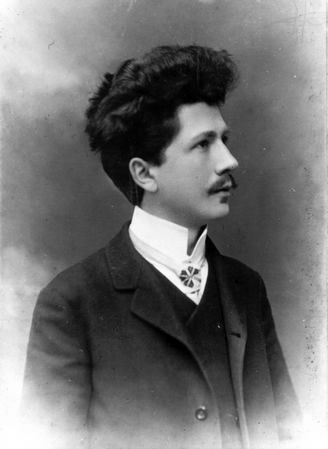
Станіслав Людкевич
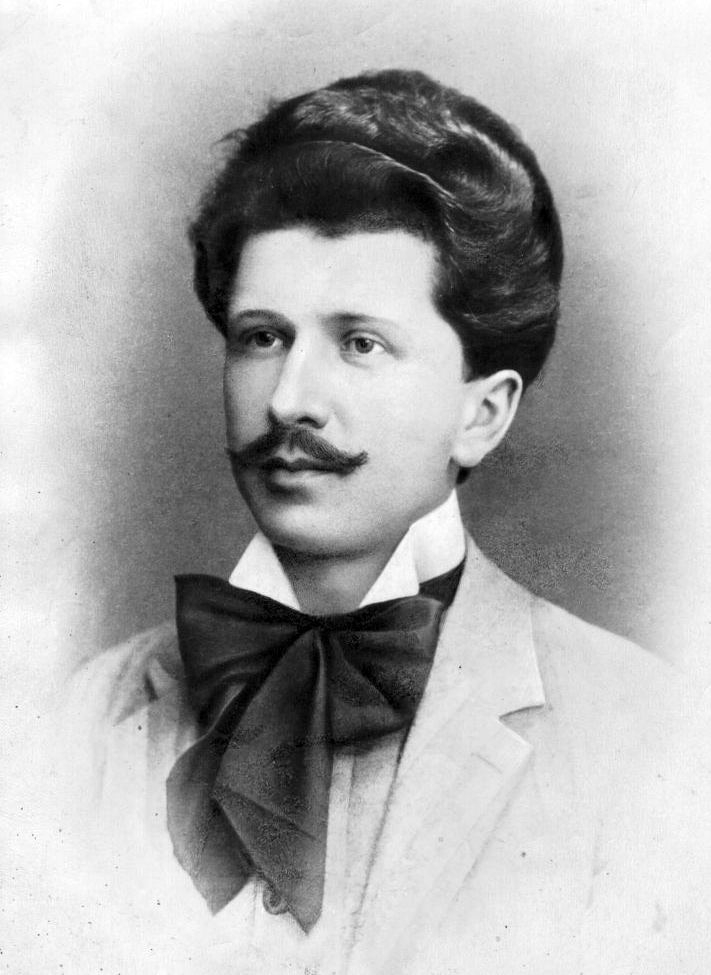
Станіслав Людкевич

## Творчість
- До найграндіозніших творів композитора належить кантата-симфонія «Кавказ», написана на вірші однойменної поеми Шевченка. Першу частину твору композитор закінчив 1905 року, всю партитуру — 1913 року. Прем'єра відбулася 1914 року у Львові силами хору товариства «Боян» на концерті, присвяченому 100-річчю від дня народження Кобзаря. Диригував автор.
- Кантату «Заповіт» Людкевич створив до 120-річчя від дня народження Шевченка (1934). Перше її виконання відбулося 1935 (львівський хор «Боян» під керуванням автора). У 1950-х роках Людкевич заново відредагував кантату — і в такому вигляді вона ввійшла до найкращих зразків кантатно-ораторіального жанру.

## Відзнаки
- Орден Леніна
- Орден Трудового Червоного Прапора[12]
- Орден «Знак Пошани»[12]
- Заслужений діяч мистецтв Української РСР[12]
- 1964 — Державна премія УРСР імені Тараса Шевченка за симфонію-кантату «Кавказ» і вокально-симфонічну кантату «Заповіт» на слова однойменних творів Тараса Шевченка.
- 1969 — Народний артист СРСР.
- 23 січня 1979 — Герой Соціалістичної Праці.

## Музичні твори
- «Вічний революціонер» (1898).
- «Вільній Україні» (1912—1914, друга редакція — 1939).
- «Останній бій» (1914).
- Кантата-симфонія «Кавказ» на вірші Тараса Шевченка (1902—1913).
- Опера «Бар Кохба» (1926, незавершена)[13].
- Симфонічна поема «Каменярі» (1926, друга редакція — 1956).
- «Стрілецька рапсодія» (1928) (друга редакція— 1956 під назвою «Галицька рапсодія»).
- Кантата «Заповіт» на вірші Тараса Шевченка (1934, друга редакція — 1955).
- Симфонічна поема «Веснянки» (1935).
- Кантата «Наймит» на вірші Івана Франка (1941).
- «Конкістадори» (1941).
- Симфонічна поема «Дніпро» (1947).
- Симфонічна поема «Пісня юнаків» (1948).
- «Прикарпатська симфонія» (1952).
- Опера «Довбуш» (1955).
- Симфонічна поема «Не забудь юних днів» (1956).
- Симфонічна поема «Наше море» (1957).
- Симфонічна поема «Мойсей» (1962).
- Симфонічна поема «Чакона» (1964).
- Фортепіанні та скрипкові концерти.
- Хорові композиції на тексти Тараса Шевченка, Івана Франка, Маркіяна Шашкевича, Максима Рильського та ін.
- Обробка народних пісень («Гагілка», «Ой, Морозе, Морозенку», «Бодай ся когут знудив», «Про Бондарівну»).
- Солоспіви («Спи, дитино моя»).

## Музикознавчі праці
- «Дослідження і статті» (1976) — теоретичні дослідження, музичні розвідки, публіцистика.
- Дослідження, статті, рецензії. Т. 1. — Львів, 1999. — 495 с., іл.
- Дослідження, статті, рецензії, виступи. Т. 2. — Львів, 2000. — 815 с., іл.
- Людкевич С. Загальні основи музики: (теорія музики) [Архівовано 16 червня 2018 у Wayback Machine.]Станислав Людкевич. — Коломия: Накладом «Заг. книгозбірні», 1921. — 136 с.

## Пам'ять
На його честь названо вулиці у багатьох містах України, зокрема, у Львові, Пустомитах, Стрию, Коломиї, Кам'янці-Бузькій, Ходорові. Крім того, в будинку при однойменній вулиці у Львові створено меморіальний музей Станіслава Людкевича, а на фасаді будинку музею встановлено художньо-меморіальну таблицю з горельєфом композитора (авторства скульпторів Володимира та Василя Одрехівських).
Засновано музичну премію музичну премію ім. С. Людкевича. У Львові його ім'ям названо музичний коледж.
24 січня 2004 року в приміщенні Головної пошти Львова відбулося урочисте спецпогашення ювілейної марки до 125-річчя від дня народження Станіслава Людкевича. Першою погасила (поставила спеціальний штамп на конверті) ювілейну марку дружина композитора Зеновія Штундер.
У рідному місті Станіслава Людкевича — Ярославі, після багатолітніх зусиль української громади в Польщі, звернень та листів офіційних осіб, відомих музикантів з України рада міста постановила перейменувати вулицю Татарську на вулицю Людкевича. Ця вулиця символічно веде від греко-католицької церкви до римо-католицького колегіуму, таким чином з'єднуючи дві основні національні громади, які віками жили на цій землі. Урочисте освячення та перерізання стрічки з нагоди перейменування вулиці відбулося у травні 2010 року.
У 2017 році музичною агенцією «Collegium Musicum» започатковано фестиваль «Людкевич Фест», присвячений постаті композитора Станіслава Людкевича та його епосі. Перший фестиваль відбувся у Львові 8–17 вересня 2017 року. На фестивалі вперше пролунав цикл «Збірника літургійних пісень», написаний у 1922 році, а також чи не всі сольні фортепіанні твори композитора.
Образ Людкевича втілили у своїх творах скульптори Василь Одрехівський (1959, 1975, 1980), Євген Дзиндра (1979, рельєф), Ярослав Лоза (медаль, 1980), Петро Дзиндра (1983, плакета).

## Світлини

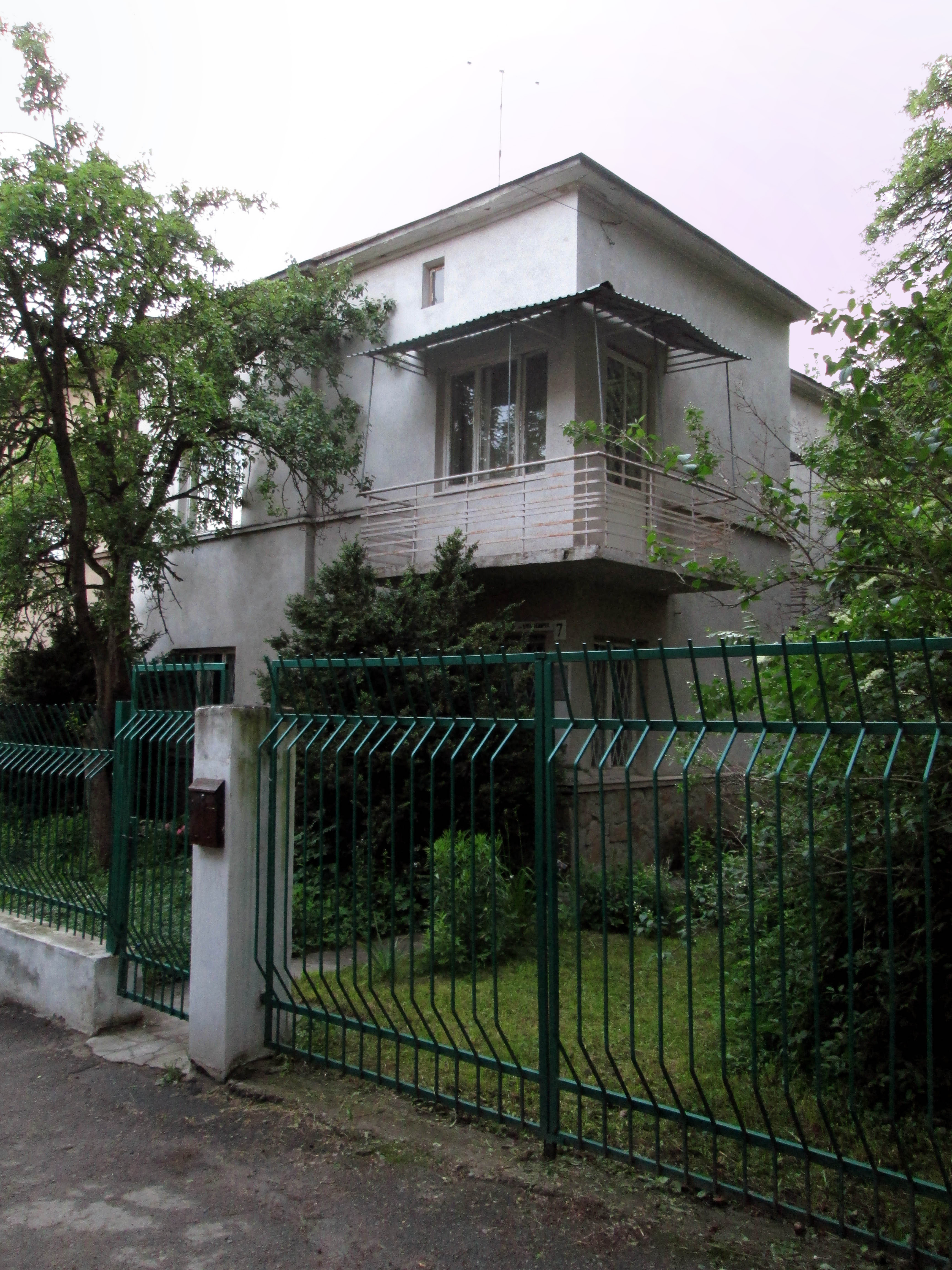
Меморіальний музей Станіслава Людкевича
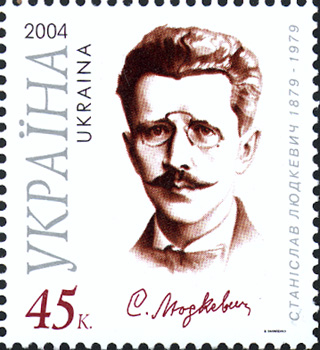
Станіслав Людкевич на ювілейній поштовій марці України (2004 рік)
Меморіальна таблиця на фасаді Львівської музичної академії